# Agave braceana
Agave braceana är en sparrisväxtart som beskrevs av William Trelease. Agave braceana ingår i släktet Agave och familjen sparrisväxter. Inga underarter finns listade i Catalogue of Life.